# Most Piastowski w Opolu
Most Piastowski w Opolu, česky Piastovský most v Opolí, je most přes řeku Odra ve městě Opole (Opolí) v Opolském vojvodství v Polsku. Most vede z městské čtvrti Stare Miasto (Staré Město), přesněji ze severní části říčního ostrova Wyspa Pasieka (ostrov Paseka), do městské čtvrti Nadodrze (Nadodří). Geograficky se také nachází v geomorfologickém celku Pradolina Wrocławska a v historickém regionu Horní Slezsko.

## Historie a popis mostu
Přechod přes Odru zde existoval již ve středověku, protože tudy vedla obchodní cesta z Krakova do Wrocławi. Most Stulecia (německy Jahrhundertbrücke a česky Most století) byl na tomto místě postaven v roce 1886 a v roce 1933 byla provedena jeho rekonstrukce. Nejvýraznějším konstrukčním rozdílem bylo nahrazení sedmipolového podpěrného systému novou jednodušší ocelovou konstrukcí o dvou polích. Během druhé světové války, počátkem roku 1945 ustupující Wehrmacht vyhodil most do povětří. Teprve v letech 1959-1963 se začal stavět nový most Most Piastowski v současné podobě. Novodobý most je nazván podle polského panovnického rodu Piastowců. Most byl postaven na základech mostu Století se dvěma oblouky s ocelovou mostovkou. V letech 2003-2005 byl most zrekonstruován, kdy také byly rozšířeny chodníky, vybudovány cyklostezky aj. Šířka vozovky na mostě je 6 m, východní rozpětí mostu je 58,5 m a západní rozpětí mostu je 50,2 m.

## Další informace
Most je celoročně volně přístupný a v noci bývá osvětlen.

## Galerie

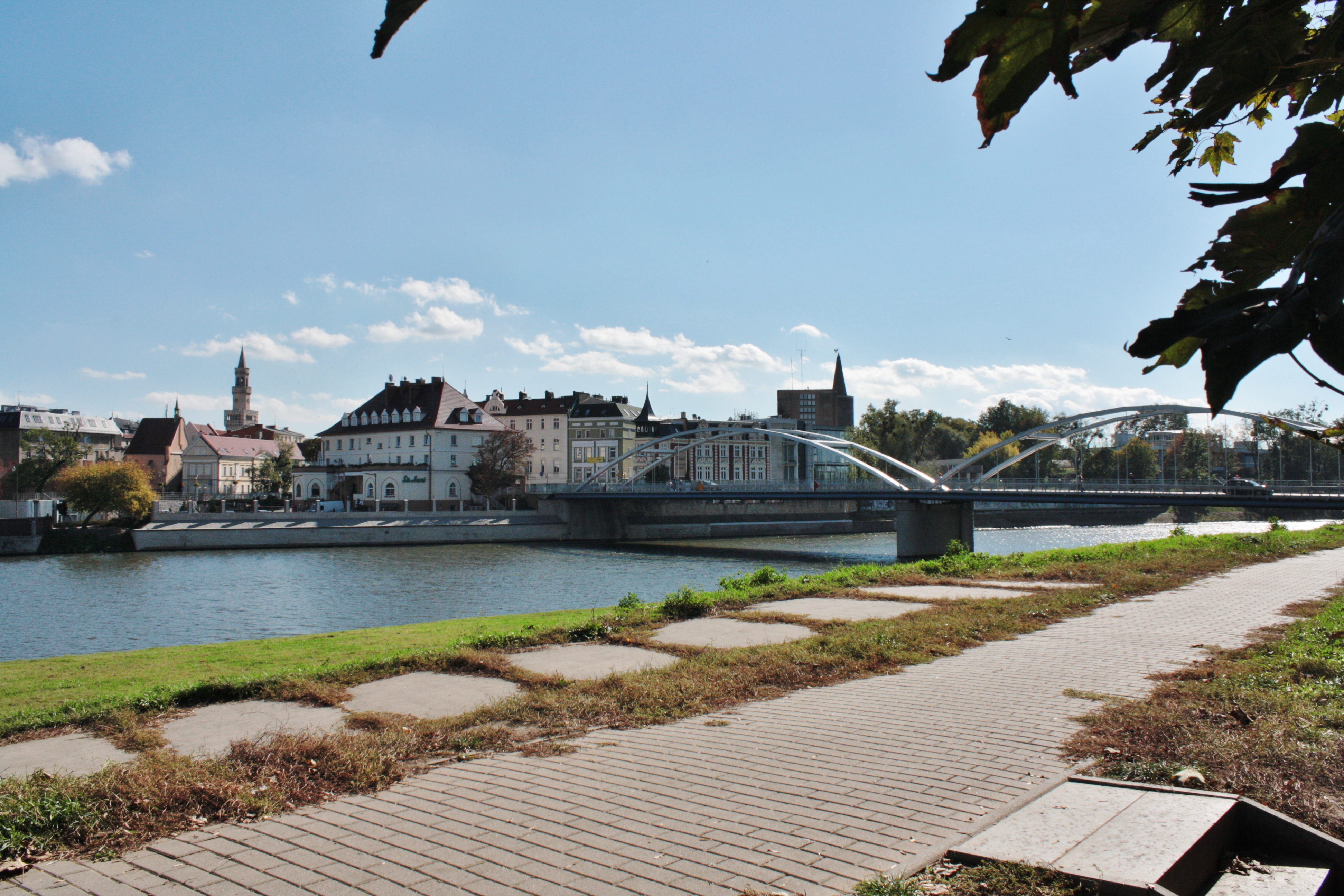
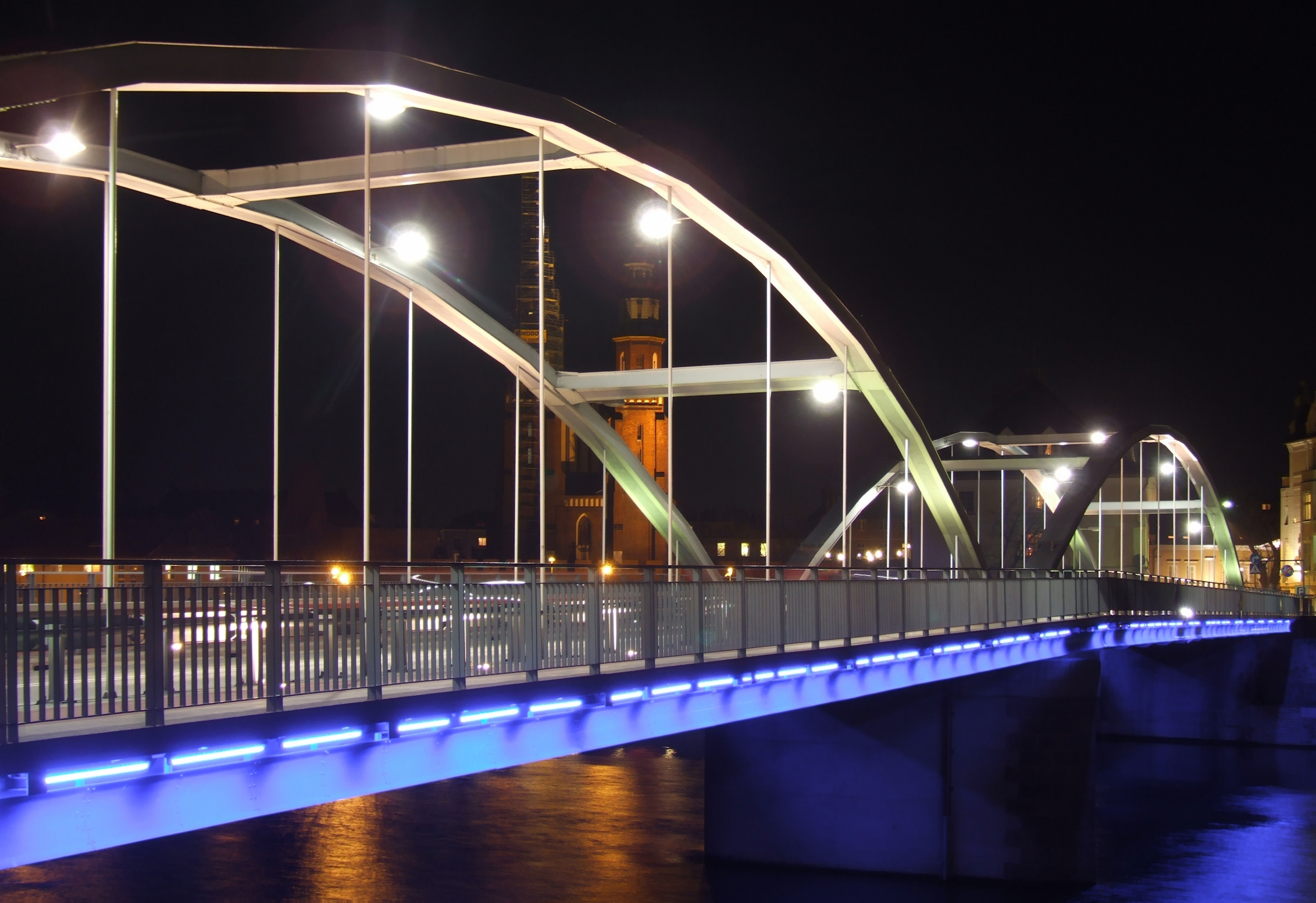
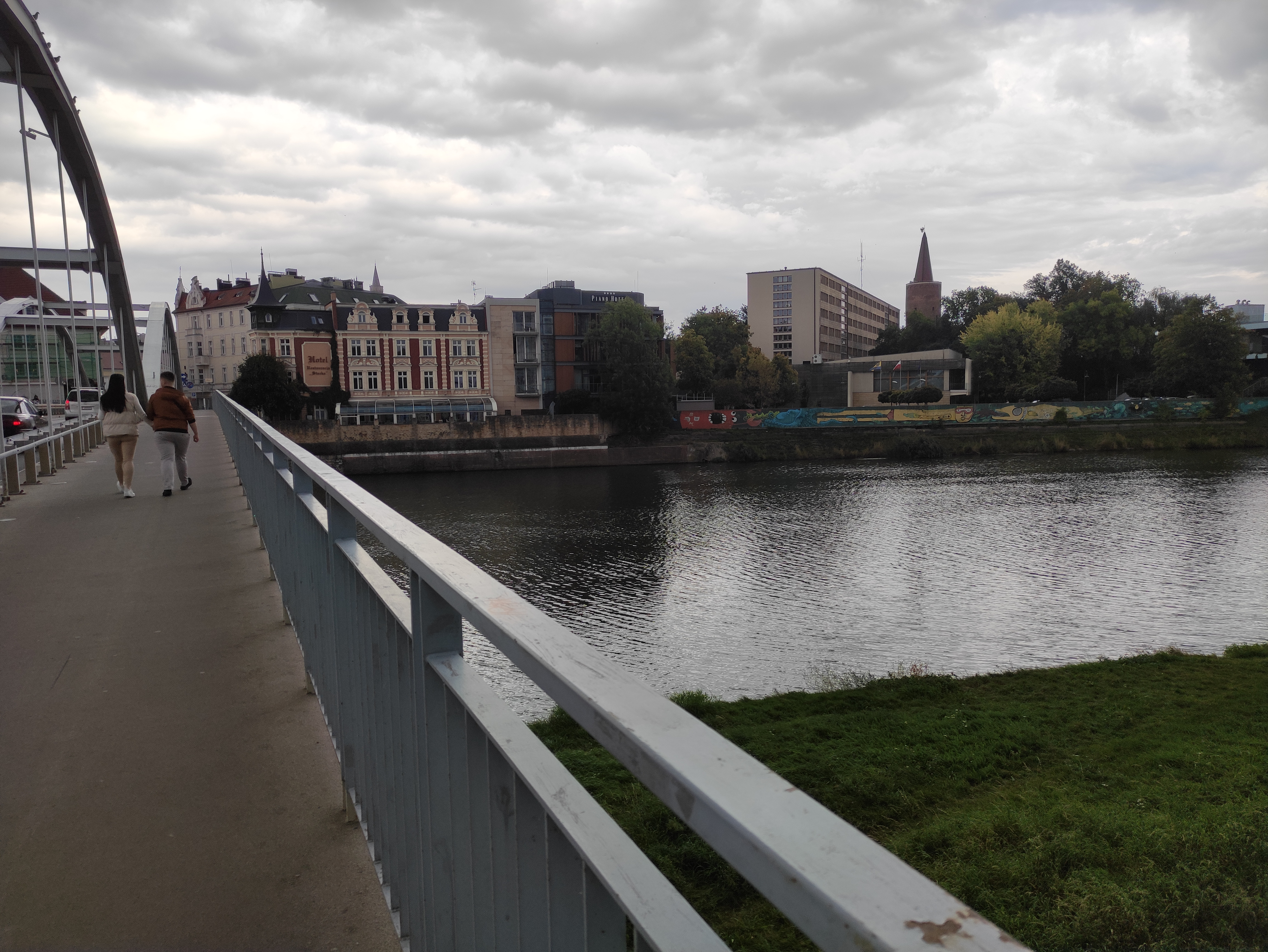